# Styczeń 2011

## 29 stycznia
- W Hordorf na terenie Niemiec doszło do katastrofy kolejowej pociągu pasażerskiego HarzElbeExpress[1].

## 27 stycznia
- Zmarł Jan Baszkiewicz, historyk i politolog, znawca historii Francji i Oświecenia. (27 stycznia)

## 25 stycznia
- W Egipcie doszło do wybuchu masowych protestów społecznych. (BBC News)

## 24 stycznia
- Na moskiewskim lotnisku Domodiedowo, o godzinie 16:37 czasu polskiego, miał miejsce bombowy zamach w wyniku którego zginęło 35 osób, a 136 zostało rannych. (onet.pl)

## 23 stycznia
- Kamil Stoch po raz pierwszy w karierze wygrał w Zakopanem konkurs Pucharu Świata w skokach narciarskich. (sport.pl)

## 16 stycznia
- Hollywoodzkie Stowarzyszenie Prasy Zagranicznej po raz 68. przyznało swoje coroczne nagrody − Złote Globy. Najwięcej statuetek otrzymał film w reżyserii Davida Finchera The Social Network, który nagrodzony został w czterech kategoriach, w tym dla najlepszego filmu dramatycznego. (wp.pl)

## 15 stycznia
- Kongregacja Nauki Wiary erygowała pierwszy ordynariat personalny dla anglikanów przystępujących do pełnej wspólnoty z Kościołem katolickim. (ekai.pl)

## 14 stycznia
- Prezydent Tunezji Zajn al-Abidin ibn Ali zrezygnował z władzy pod wpływem protestów społecznych i opuścił kraj. (BBC News)
- W wyniku powodzi i lawin błotnych w Brazylii zginęło ponad 500 osób. (Wikinews)

## 12 stycznia
- MAK przedstawił raport końcowy, który ustalił przyczyny katastrofy polskiego Tu-154 w Smoleńsku. (wyborcza.pl)

## 11 stycznia
- W serii powodzi w Queenslandzie zginęły do tej pory przynajmniej 22 osoby (Herald Sun)

## 9 stycznia
- W Sudanie Południowym rozpoczęło się tygodniowe referendum niepodległościowe. (BBC News)

## 8 stycznia
- 6 osób zginęło, a  12 (m.in. Gabrielle Giffords) zostało rannych w strzelaninie na wiecu w Tucson (BBC News)

## 7 stycznia
- W wieku 60 lat zmarł Krzysztof Kolberger, polski aktor filmowy i teatralny[2].
- W wieku 52 lat zmarł Włodzimierz Ławniczak, członek zarządu Telewizji Polskiej SA (TVP Info)

## 6 stycznia
- Thomas Morgenstern zwyciężył w 59. Turnieju Czterech Skoczni.

## 4 stycznia
- Salmaan Taseer, gubernator Pendżabu zginął w zamachu. (BBC News)
- 4 stycznia w całej Europie widoczne było częściowe zaćmienie Słońca.

## 2 stycznia
- W wieku 64 lat zmarł Pete Postlethwaite, angielski aktor filmowy. (BBC News)

## 1 stycznia
- 21 osób zginęło w wyniku wybuchu bomby pozostawionej przed koptyjskim kościołem w Aleksandrii. (BBC News)
- Wolbórz, Nowe Brzesko, Pruchnik, Czyżew i Gościno otrzymały prawa miejskie[3].
- Estonia weszła do strefy euro (BBC News).
- Wprowadzone zostały nowe stawki podatku VAT w Polsce (Murator Dom)